# Overkill (album)
Overkill je druhé studiové album britské heavymetalové skupiny Motörhead, vydané v březnu 1979 u vydavatelství Bronze Records. Jeho producenty byli Jimmy Miller a Neil Richmond. Autorem obalu alba je Joe Petagno.

## Seznam skladeb
| Pořadí         | Název                    | Délka |
| -------------- | ------------------------ | ----- |
| 1.             | Overkill                 | 5:12  |
| 2.             | Stay Clean               | 2:40  |
| 3.             | (I Won't) Pay Your Price | 2:56  |
| 4.             | I'll Be Your Sister      | 2:51  |
| 5.             | Capricorn                | 4:06  |
| 6.             | No Class                 | 2:39  |
| 7.             | Damage Case              | 2:59  |
| 8.             | Tear Ya Down             | 2:39  |
| 9.             | Metropolis               | 3:34  |
| 10.            | Limb from Limb           | 4:54  |
| Celková délka: | Celková délka:           | 35:15 |

## Obsazení
- Lemmy – zpěv, baskytara, kytara
- „Fast“ Eddie Clarke – kytara
- Phil „Philthy Animal“ Taylor – bicí